# 블라디미르 길랴롭스키
블라디미르 알렉세예비치 길랴롭스키(Владимир Алексеевич Гиляровский, 1853년 11월 26일 ~ 1935년 10월 1일)는 러시아의 작가이자 언론인이다. 모스크바에서 세상을 떠났다.

## 작품 목록
- 《트루쇼브니예 사람들》 (Трущобные люди) (1887)
- 《모스크바와 모스크바 사람들》 (Москва и москвичи) (1926)
- 《나의 바람》 (Мои скитания) (1928)
- 《극장의 사람들》 (Люди театра) (1941년 출판됨)
- 《모스크바는 신문이다》 (Москва газетная) (1960년 출판됨)